# Parla
Parla er en by og kommune i det centrale Spanien i Madrid-regionen. Den har et indbyggertal på 134.833 (2024) indbyggere.